# Odontodynerus peculiariventris
Odontodynerus peculiariventris är en stekelart som beskrevs av Giordani Soika. Odontodynerus peculiariventris ingår i släktet Odontodynerus och familjen Eumenidae. Inga underarter finns listade i Catalogue of Life.